# Клаудіо Ванделлі
Клаудіо Ванделлі (італ. Claudio Vandelli, 27 липня 1961) — італійський велогонщик.
Олімпійський чемпіон 1984 року в роздільній командній гонці.